# Amenherchepšef
Amenherchepšef byl starověký egyptský princ, syn faraona Ramesse VI. a královny Nubchesbed. Žil v polovině 12. století př. n. l. během vlády 20. dynastie v pozdním období Nové říše. Zemřel ještě před smrtí svého otce a byl pohřben v již využitém sarkofágu původně královny Tausret, v prodloužené části hrobky KV13, původně postavené pro Baje, kancléře z 19. dynastie. Hrobka se nachází v Údolí králů na západním břehu Nilu v Thébách.